# Martin Kariya
Martin Kariya, Martin Tetsuya Kariya, född 5 oktober 1981 i Vancouver, är en kanadensisk före detta ishockeyspelare. Han har två bröder som också är ishockeyspelare, Paul Kariya och Steve Kariya, och en syster, Noriko Kariya, som är professionell boxare.

## Karriär
- 1999-2003 - University of Maine
- 2002-2003 - Portland Pirates
- 2003-2004 - Bridgeport Sound Tigers
- 2006-2007 - Esbo Blues
- 2007-2008 - Peoria Rivermen
- 2008-2099 - SC Langnau Tigers
- 2009-2010 - Dinamo Riga
- 2010-2011 -  HC Ambri-Piotta